# 5000 (număr)
5000 (cinci mii) este numărul natural care urmează după 4999 și precede pe 5001 într-un șir crescător de numere naturale.

## În matematică
5000:
- Este un număr par.[1][2]
- Este un număr compus.[3]
- Este un număr abundent.[4][5]
- Este un număr rotund.[6][7]
- Este numărul zonelor triunghiulare dintr-un 25-gon regulat în care sunt trasate toate diagonalele.[8]

## În știință

### În astronomie
- 5000 IAU este un asteroid din centura principală.